# Bill Doggett
Bill Doggett, pseudonimo di William Ballard Doggett (Filadelfia, 16 febbraio 1916 – New York, 13 novembre 1996), è stato un pianista statunitense.

## Biografia
Nato a Filadelfia, in Pennsylvania, Doggett si avvicinò per la prima volta alla musica all'età di nove anni grazie a sua madre, che suonava il pianoforte in una chiesa. All'età di quindici anni, entrò in un piccolo complesso che suonava nei teatri e nei club dalle parti di Filadelfia.
Successivamente, Doggett vendette la sua band a Lucky Millinder e, fra gli anni trenta e i primi anni quaranta, suonò per altri musicisti fra cui lo stesso Millinder, Frank Fairfax e l'arrangiatore Jimmy Mundy. Nel 1942, Doggett divenne il pianista e arrangiatore degli Ink Spots. Nel 1949, Doggett sostituì Wild Bill Davis al pianoforte nei Tympany Five di Louis Jordan e con essi suonò l'organo Hammond nella nota Saturday Night Fish Fry. Nel 1951, Doggett fondò un suo trio di musicisti e iniziò a registrare per la King Records di Syd Nathan. Nel 1956 co-scrisse assieme a Billy Butler Honky Tonk (instrumental), che vendette quattro milioni di copie e raggiunse rispettivamente il primo e il secondo posto delle classifiche R&B e pop.
Durante la sua carriera, Doggett collaborò con numerosi artisti jazz e R&B fra cui Louis Armstrong, Count Basie, Ella Fitzgerald, Clifford Scott, Red Holloway, Bubba Brooks e molti altri. Morì nel 1996 a New York per un arresto cardiaco all'età di ottant'anni.

## Discografia parziale

### Album
- 1956 – As You Desire Me
- 1956 – Everybody Dance The Honky Tonk
- 1957 – Moon Dust
- 1957 – Hot Doggett
- 1957 – A Salute To Ellington
- 1957 – Dame Dreaming

### Singoli
- 1951 – Big Dog / Big Dog
- 1952 – Mistreater / Early Bird
- 1953 – Real Gone Mambo / No More in Life
- 1953 – There’s No You / Easy
- 1954 – Winter Wonderland / Christmas Song
- 1955 – Street Scene / Oof!
- 1956 – Honky Tonk Pt. 1 / Honky Tonk Pt. 2
- 1956 – Slow Walk / Hand In Hand
- 1956 – Ram-Bunk-Shush / Blue Largo
- 1956 – Leaps and Bounds Pt. 1 / Leaps And Bounds Pt. 2
- 1958 – Hold It / Birdie
- 1958 – Rainbow Riot Pt. 1 / Rainbow Riot Pt. 2